# 鳴門郵便局
鳴門郵便局（なるとゆうびんきょく）は、徳島県鳴門市にある郵便局。民営化前の分類では集配普通郵便局であった。

## 概要
住所：〒772-8799 徳島県鳴門市撫養町斎田大堤209

### 出張所（局外ATM）
すべて民営化に伴い、ゆうちょ銀行松山支店に移管されている。
- 鳴門市役所内出張所

## 沿革
- 1884年（明治17年）7月1日 - 撫養（むや）郵便局（五等）として開設[1]。
- 1891年（明治24年）10月16日 - 撫養郵便電信局となる。
- 1903年（明治36年）4月1日 - 通信官署官制の施行に伴い撫養郵便局となる。
- 1943年（昭和18年）3月1日 - 特定郵便局から普通郵便局に局種別改定[2]。
- 1947年（昭和22年）7月1日 - 鳴門郵便局[3]に改称[4]。
- 1951年（昭和26年）1月29日 - 付近の海岸で魚雷等の解体中に爆発。衝撃波が局にも伝わり窓枠が内側へ吹き飛んだ。避難した職員12人がガラスの破片により負傷[5]。
- 1962年（昭和37年）4月15日 - 電話通話および和文電報受付業務を開始[6]。
- 1971年（昭和46年）5月11日 - 鳴門桑島簡易郵便局の一時閉鎖[7]に伴い、取扱事務を承継。
- 1975年（昭和50年）5月 - 局舎新築落成。
- 1991年（平成3年）10月1日 - 外国通貨の両替および旅行小切手の売買に関する業務取扱を開始。
- 1993年（平成5年）3月31日 - 鳴門公園郵便局の廃止に伴い、取扱事務を承継。
- 2007年（平成19年）10月1日 - 民営化に伴い、併設された郵便事業鳴門支店に一部業務を移管。
- 2012年（平成24年）10月1日 - 日本郵便株式会社発足に伴い、郵便事業鳴門支店を鳴門郵便局に統合。
- 2014年（平成26年）1月27日 - 堂浦郵便局から「771-03xx」区域の集配業務を移管。

## 取扱内容
- 郵便、印紙、ゆうパック、内容証明
- 貯金、為替、振替、振込、国際送金、外貨両替・トラベラーズチェック、国債、投資信託
- 生命保険、バイク自賠責保険、自動車保険、変額年金保険
- ゆうちょ銀行ATM
- 「772-00xx」「771-03xx」区域（鳴門市（大津、里浦、鳴門、撫養、瀬戸、北灘地区））の集配業務
- ゆうゆう窓口

## 風景印
- 図柄は鳴門大橋と渦潮、鯛。局名表記は「鳴門」
- 使用開始日は1985年（昭和60年）4月28日

## 周辺
- 鳴門市役所
- 国道28号
- 撫養川

## アクセス
- JR鳴門線 鳴門駅から南へ約400m（徒歩約4分）
- 徳島バス 鳴門郵便局前停留所下車
- 淡路交通 鳴門局前停留所（上りのみ）下車
- 神戸淡路鳴門自動車道・高松自動車道 鳴門ICから北東へ約3.5km
- 駐車場あり：6台